# Eino Nieminen
Eino Vilho Kalervo Nieminen (ur. 23 maja 1891 w Helsinkach, zm. 24 maja 1962 tamże) – fiński językoznawca, slawista i polonista.
Od roku 1939 profesor uniwersytetu w Helsinkach, wystosował list protestacyjny do władz hitlerowskich Niemiec w sprawie agresji na Polskę. Od roku 1950 był członkiem Fińskiej Akademii Nauk. Zajmował się językami słowiańskimi, bałtyckimi i fińskimi; badacz średniowiecznego języka polskich rot sądowych; współtwórca polskiej dialektologii historycznej.

## Prace i opracowania
- Polska końcówka -och w loc. pl. rzeczowników  (1927)
- Beiträge zur historichen Dialektologie der polnischen Sprache (cz. 1–2 1930–1931)
- Beiträge zur altpolnische Syntax  (t. 1 1939, t. 2 1950)